# Siamotyrannus
Siamotyrannus isanensis
Genre
Espèce
Siamotyrannus est un genre éteint de dinosaures théropodes qui vivait en Asie au Crétacé inférieur (Aptien). C'est une trouvaille de 1993 du géologue thaïlandais Somchai Triamwichanon.
D'abord classé parmi les Tyrannosauridae (c'était un ancêtre présumé du Tyrannosaurus rex),  il est maintenant classé parmi les Metriacanthosauridae (M. T. Carrano et al. 2012),.
Une seule espèce est rattachée au genre, Siamotyrannus isanensis.
Son nom signifie « tyran du Siam » et vivait il y a 130 millions d'années dans le nord de la Thaïlande. Ce théropode, dinosaure bipède et carnivore mesurait 6 m de long et pesait environ 500 kg. En 2016, Molina-Pérez et Larramendi ont donné une estimation plus élevée de 10 mètres et 1,75 tonne.

## Notes et références

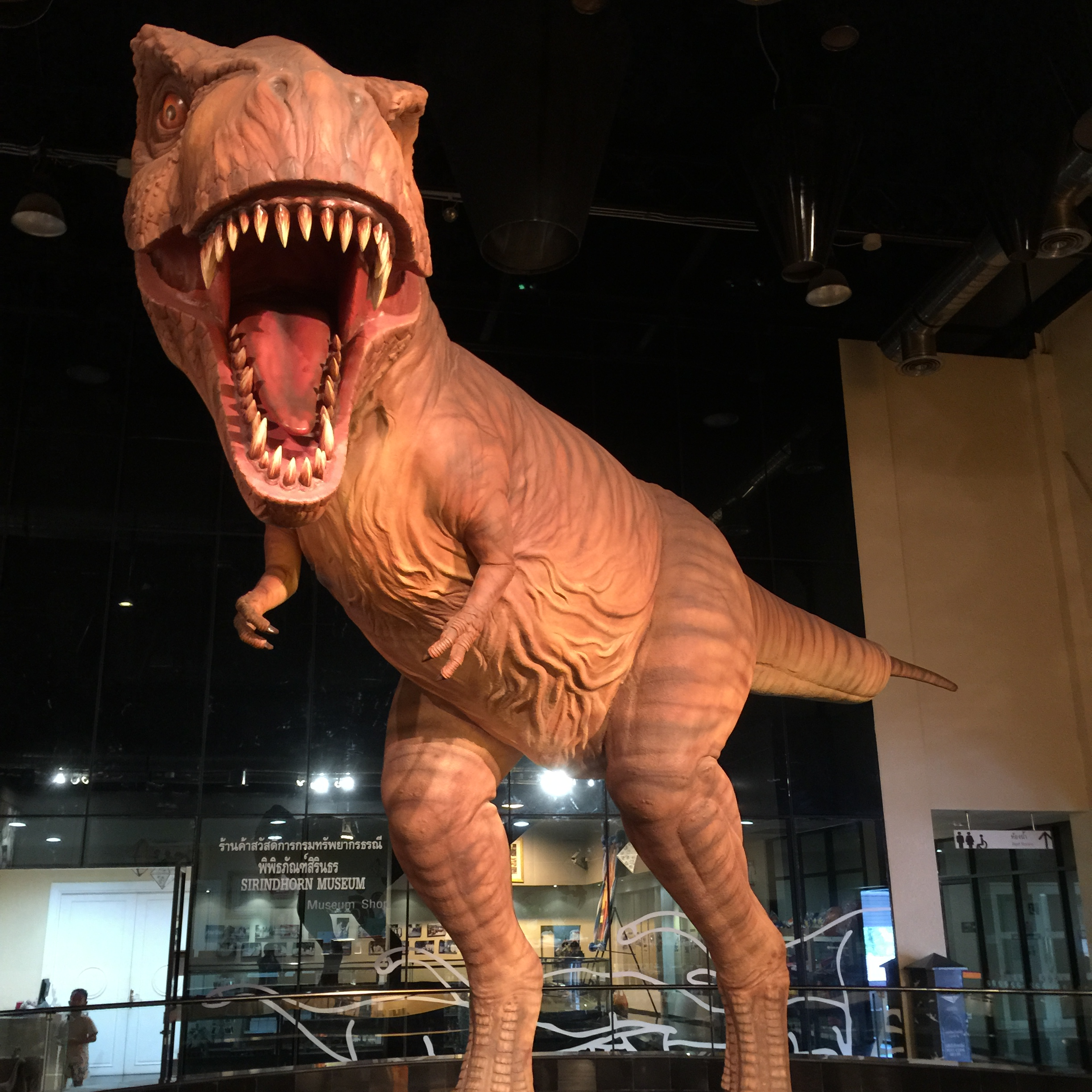
Essai de reconstitution d'un Siamotyrannus au พิพิธภัณฑ์สิรินธร, Sirindhorn Museum, Kalasin, Thaïlande

## Publication originale
- (en) Eric Buffetaut, Varavudh Suteethorn et Haiyan Tong, « The earliest known tyrannosaur from the Lower Cretaceous of Thailand », Nature, NPG et Springer Science+Business Media, vol. 381, no 6584,‎ 20 juin 1996, p. 689-691 (ISSN 1476-4687 et 0028-0836, OCLC 01586310, DOI 10.1038/381689A0).